# Zoolander 2
Zoolander 2 (ang. Zoolander 2) – amerykański film komediowy z 2016 roku w reżyserii Bena Stillera. Sequel filmu z 2001 roku.
Scenariusz napisali Justin Theroux, Ben Stiller, Nicholas Stoller i John Hamburg. Muzykę do filmu skomponował Theodore Shapiro, zmontował go Greg Hayden, zaś autorem zdjęć był Dan Mindel.
Budżet wyniósł ok. 50 milionów USD, wpływy wyniosły 56 milionów USD.
Na 37. rozdaniu nagród Złotych Malin Kristen Wiig otrzymała nagrodę dla najgorszej aktorki za rolę w Zoolanderze 2 oraz filmie Asy bez klasy. Zoolander 2 zdobył także nominacje w kategorii najgorszy film, najgorszy aktor (Ben Stiller), najgorszy aktor drugoplanowy (2 nominacje: Owen Wilson, również za Asy bez klasy oraz Will Ferrell), najgorszą reżyserię (Ben Stiller), najgorsze ekranowe połączenie (Ben Stiller i jego nieśmieszny przyjaciel Owen Wilson) oraz jako najgorszy prequel, sequel, remake lub plagiat.
Film otrzymał nominacje do Nickelodeon Kids’ Choice Awards 2017 w kategoriach najlepszy wróg (Will Ferrell) oraz ulubieni najlepsi przyjaciele (Ben Stiller i Owen Wilson).

## Obsada
- Ben Stiller jako Derek Zoolander
- Owen Wilson jako Hansel McDonald
- Will Ferrell jako Jacobim Mugatu
- Penélope Cruz jako Valentina Valencia
- Kristen Wiig jako Alexanya Atoz
- Fred Armisen jako VIP
- Kyle Mooney jako Don Atari
- Milla Jovovich jako Katinka Ingaborgovinananananana
- Christine Taylor jako duch Matildy Jeffries
- Justin Theroux jako Zły DJ
- Nathan Lee Graham jako Todd
- Cyrus Arnold jako Derek Zoolander Jr.
- Billy Zane jako on sam
- Jon Daly jako agent Filippo
- Sting jako on sam
- Benedict Cumberbatch jako Wszystko

### Rolecameo
- Beck Bennett jako Geoff Mille
- Jerry Stiller jako Maury
- Katy Perry jako ona sama
- Neil deGrasse Tyson jako on sam
- Tommy Hilfiger jako on sam
- Naomi Campbell jako ona sama
- Justin Bieber jako on sam
- Jourdan Dunn jako Natalka, część orgii Hansela
- Ariana Grande jako dziewczyna BDSM
- Christina Hendricks jako uwodzicielka
- John Malkovich jako Skip Taylor,
- Kiefer Sutherland jako on sam, część orgii Hansela
- Mika jako fryzjer
- Skrillex jako DJ
- Susan Boyle jako ona sama
- ASAP Rocky jako on sam
- MC Hammer jako on sam
- Anna Wintour jako ona sama
- Marc Jacobs jako on sam
- Alexander Skarsgård jako Adam
- Karlie Kloss jako Eve
- Kate Moss jako ona sama
- Alexander Wang jako on sam
- Valentino Garavani jako on sam
- Katie Couric jako ona sama
- Christiane Amanpour jako ona sama
- Jane Pauley jako ona sama
- Natalie Morales jako ona sama
- Soledad O’Brien jako ona sama
- Don Lemon jako on sam
- Matt Lauer jako on sam
- Willie Nelson jako on sam
- Susan Sarandon jako ona sama
- Lewis Hamilton jako on sam
- Joe Jonas jako on sam
- Andy Dick